# La creació (Haydn)
La Creació (en alemany Die Schöpfung) és un oratori de Franz Joseph Haydn, estrenat al Burgtheater de Viena el 19 de març de 1799. El llibret original, anònim, estava escrit en anglès i basat en El Paradís Perdut de John Milton, i fou traduït a l'alemany pel baró Gottfried van Swieten. El tema és una descripció i celebració de la creació divina del món, tal com s'explica al llibre del Gènesi, i, molt en l'esperit de la il·lustració, de la criatura més perfecta sorgida d'aquesta creació: l'ésser humà.
La primera representació a Catalunya i, als Països Catalans, tingué lloc a la Casa del Gremi dels Velers de Barcelona el 21 de març de 1804. Vers el 1814 s'interpretà a Palma, al convent de Sant Domènec, alhora que alguns testimonis parlen també de la seva execució a València.

## Origen i context
Haydn va començar a plantejar-se la idea de compondre un oratori de grans proporcions en el transcurs dels seus viatges a Londres en els anys 1791-1792 i 1794-1795, després de l'impacte que li va produir l'audició d'alguns oratoris de Händel, en especial 
Israel in Egypt. Mozart, mort inesperadament el 5 de desembre de 1791, havia començat també a interessar-se seriosament pel gènere de l'oratori fins al punt de reorquestrar, en els darrers anys de la seva vida, alguns oratoris händelians com ara Acis and Galatea, Alexander's Feast, Ode for St. Cecilia's Day i El Messies.